# Detlev von Uslar
Detlev von Uslar (* 17. März 1926 in Hamburg; † 7. März 2022 in Zürich) war ein deutscher Philosoph und Psychologe und Professor für Psychologie und philosophische Grundlagen der Psychologie an der Universität Zürich.

## Leben
Detlev von Uslar verbrachte die Kindheit in Hamburg und ab 1932 in Schwerin in Mecklenburg, wo er von 1935 bis 1943 das Fridericianum besuchte. Nach Kriegsdienst und sowjetischer Gefangenschaft studierte er von 1946 bis 1950 in Göttingen Philosophie bei Nicolai Hartmann und Theologie bei Friedrich Gogarten, sodann bis 1953 in Freiburg im Breisgau Philosophie bei Martin Heidegger und Wilhelm Szilasi sowie Psychologie bei Robert Heiß und Hans Bender. 1953 promovierte er in Philosophie zum Thema „Vom Wesen der Begegnung“. Im selben Jahr heiratete er Else Möss, mit der er drei Töchter hatte. 1960 machte er das Diplom in Psychologie.
Von 1962 bis 1966 verdiente er seinen Lebensunterhalt als verkehrspsychologischer Gutachter am medizinisch-psychologischen Institut für Verkehr und Industrie in Freiburg im Breisgau. Gleichzeitig forschte er über die Psychologie des Traums, worüber er 1964 sein erstes Buch veröffentlichte. 1967 erhielt er einen Ruf an die Universität Zürich, wo er bis zu seiner Emeritierung 1987 als Professor für Psychologie und philosophische Grundlagen der Psychologie tätig war. Zugleich war er Leiter der Abteilung für anthropologische Psychologie. Er hatte große Zahlen von Studenten durch das Studium geleitet. Auch hielt er regelmäßig Vorlesungen an der Hochschule für Angewandte Psychologie und am C.G. Jung-Institut und war in verschiedenen Aufsichtsgremien beratend tätig. 1987 wurde er von der Dr. Margrit Egnér-Stiftung ausgezeichnet. Auch nach seiner Emeritierung hielt von Uslar noch Vorlesungen an der Universität Zürich.

## Schwerpunkte in Forschung und Lehre
Detlev von Uslar beschäftigte sich in seiner Forschungs- und Lehrtätigkeit mit zahlreichen Themen, mit Traum und Traumdeutung, Begegnung und Beziehung, Leib und Organismus, Geschichte der philosophischen Psychologie, Psychologie der Kunst und Architektur, Ausdruckspsychologie, Tiefenpsychologie, Psychologie der Situation, Rolle der Deutung in der Psychologie und Graphologie. 

„Was Detlev von Uslars weit gespanntes Werk auszeichnet, ist seine Universalität. Er sieht den Menschen als ein leibliches Da-Sein, zu dem Sprache, Religion, Kunst, Wachsein und Traum, Bewusstsein und Unbewusstes gehören. Diese Vielfalt begründet ein Denken, das in erster Linie das Verbindende sucht, insbesondere zwischen den psychotherapeutischen Schulen von Sigmund Freud und C.G. Jung, aber auch der Daseinsanalyse von Ludwig Binswanger und Medard Boss.“

## Werke
- Der Traum als Welt. Untersuchungen zur Ontologie und Phänomenologie des Traums. Neske, Pfullingen 1964, 3. Aufl. Hirzel, Stuttgart 1990, 263 S.
- Die Wirklichkeit des Psychischen: Leiblichkeit, Zeitlichkeit. Neske, Pfullingen, 1969, 105 S.
- Psychologie und Welt. Kohlhammer, Stuttgart 1972, 139 S.
- Psychologie der Religion. Classen, Zürich 1978, 104 S.
- Sein und Deutung. Grundfragen der Psychologie. Bd. 1, Hirzel, Stuttgart 1987, 191 S.
- Sein und Deutung. Das Bild des Menschen in der Psychologie. Bd. 2, Hirzel, Stuttgart 1989, 191 S.
- Sein und Deutung. Mensch und Sein. Bd. 3, Hirzel, Stuttgart 1991, 182 S.
- Sein und Deutung. Traum, Begegnung, Deutung. Bd. 4, Hirzel, Stuttgart 1994, 214 S.
- Was ist Seele? Königshausen und Neumann, Würzburg 1999, 230 S.
- Tagebuch des Unbewussten: Abenteuer im Reich der Träume. Königshausen und Neumann, Würzburg 2003, 260 S. + CD-ROM, Traumserie von 6000 Träumen, 260 S.
- Traum und Begegnung: das Spiel der Übertragung in der Geschichte der Beziehungen. Königshausen und Neumann, Würzburg 2004, 254 S.
- Leib, Welt, Seele: Höhepunkte in der Geschichte der Philosophischen Psychologie, von den Anfängen bis zur Gegenwart. Königshausen und Neumann, Würzburg 2005, 257 S.
- Entwicklungspsychologie im Spiegel der Kinder- und Jugendzeichnung. Königshausen und Neumann, Würzburg 2006, 206 S.
- Existenz und Lebensgeschichte. Der Mensch und seine Welt im Spiegel der Psychologie. Königshausen und Neumann, Würzburg 2007, 271 S.
- Die gebaute Welt. Psychologie der Architektur. Königshausen und Neumann, Würzburg 2008, 271 S.
- Traum als Ereignis: Psychologie der Trauminhalte und Traumsymbole. Königshausen und Neumann, Würzburg 2010, 291 S.
- Momentaufnahmen: Lebensmomente, Zeitereignisse, Zeitgenossen. Königshausen und Neumann, Würzburg 2012, 223 S.
- Der Webetanz: Träume und Tage. Ein Briefwechsel. Königshausen und Neumann, Würzburg 2014, 279 S.